# Toyota RAV4
El Toyota RAV4 es un todoterreno [[del segmento C producido por el fabricante japonés Toyota Motor Corporation. RAV4 significa "Recreational Activity Vehicle 4-wheel drive" y fundó el segmento de los todocaminos compactos: el SUV compacto urbano. Su primera versión se fabricó en 1994 y tuvo un gran éxito tanto en Japón, Estados Unidos, como en la Unión Europea. Otros fabricantes rápidamente entraron en este nuevo nicho, especialmente Honda. Suzuki tenía automóviles todoterreno de tamaño similar, pero orientados al uso en todoterreno.

## Primera generación (1994-2000)
La primera generación del RAV4 se ofreció en versiones de 3 y 5 puertas, además de un 3 puertas con techo removible, la primera de ellas con techo de metal o de media sombra.
La primera generación del RAV4 tuvo un elevado éxito comercial, al ser pionero en el segmento. Inicialmente sólo estuvo a la venta con carrocería de tres puertas, pero las críticas a su interior algo justo tuvieron respuesta en Toyota, que lanzó una variante alargada con cinco puertas. Fue considerado el “GTI” de los todoterrenos.
En su lanzamiento, el RAV4, el primer vehículo en presentar la apariencia de un SUV en una plataforma unibody, surgió como un modelo de 2 puertas y 4 plazas con un motor 4 cilindros de 2.0 litros productor de 119 hp. Como lo indica su nombre, este modelo ofrecía tracción total, que funcionaba a través de una caja de cambios manual de 5 velocidades o automática de 4 velocidades. Como opción se podía agregar un diferencial central de bloqueo.
Su tamaño compacto, su manejo parecido al de un automóvil, sus capacidades todoterreno y su equipamiento parecían cubrir cada eventualidad de manejo. Pero hubo dos áreas que algunos consideraron inadecuadas: espacio para el pasajero trasero y espacio para transportar equipaje. Para abordar esto, Toyota lanzó un modelo adicional de 4 puertas en marzo de 1995, que aumentó la longitud total en 400 mm y convirtió esta versión del RAV4 en un completo SUV de 5 plazas.
Existe una versión eléctrica de la primera generación, conocida como Toyota RAV4 EV. El modelo se fabricó entre 1997 y 2003.

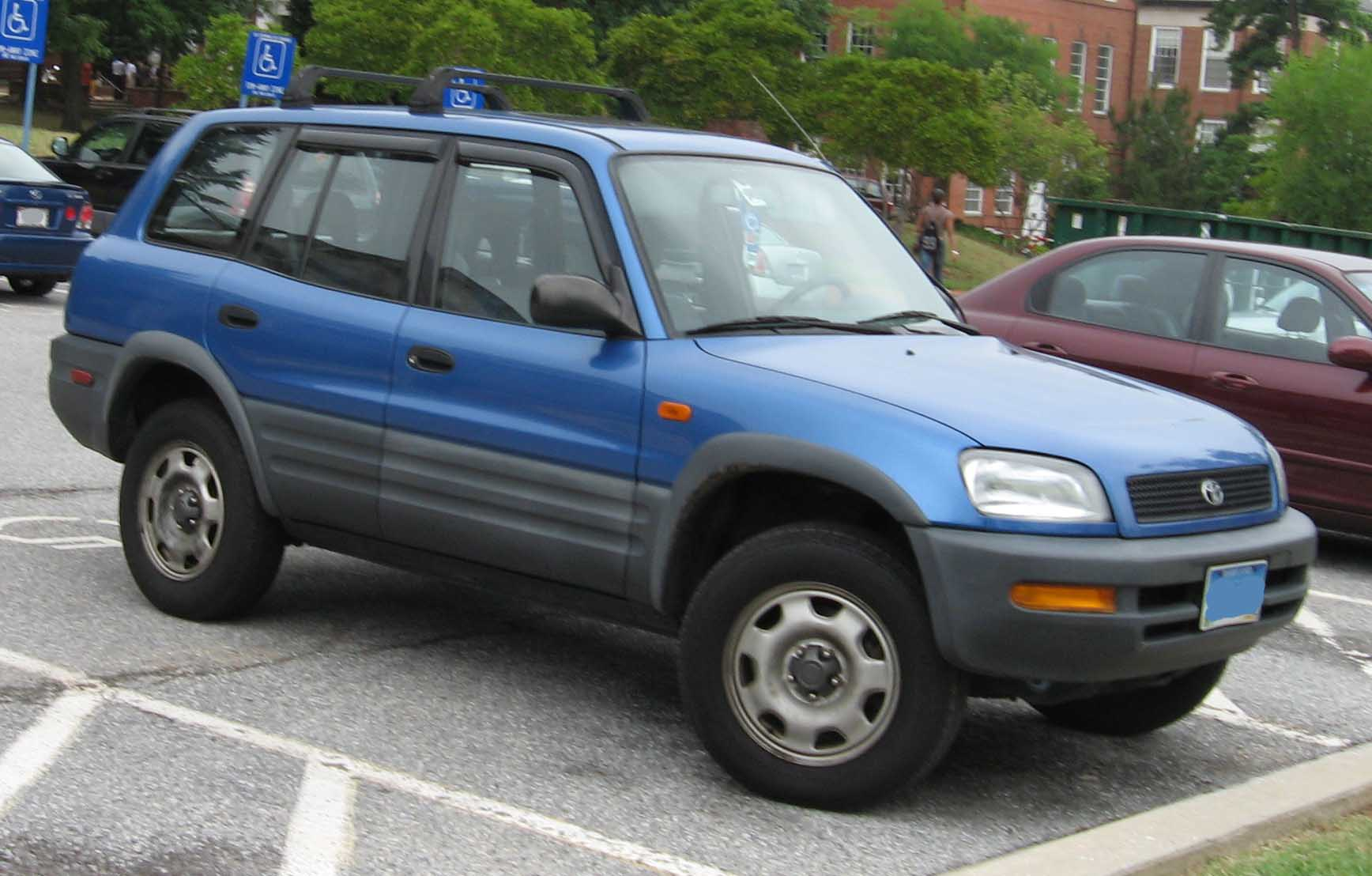
Toyota RAV4, cinco puertas.
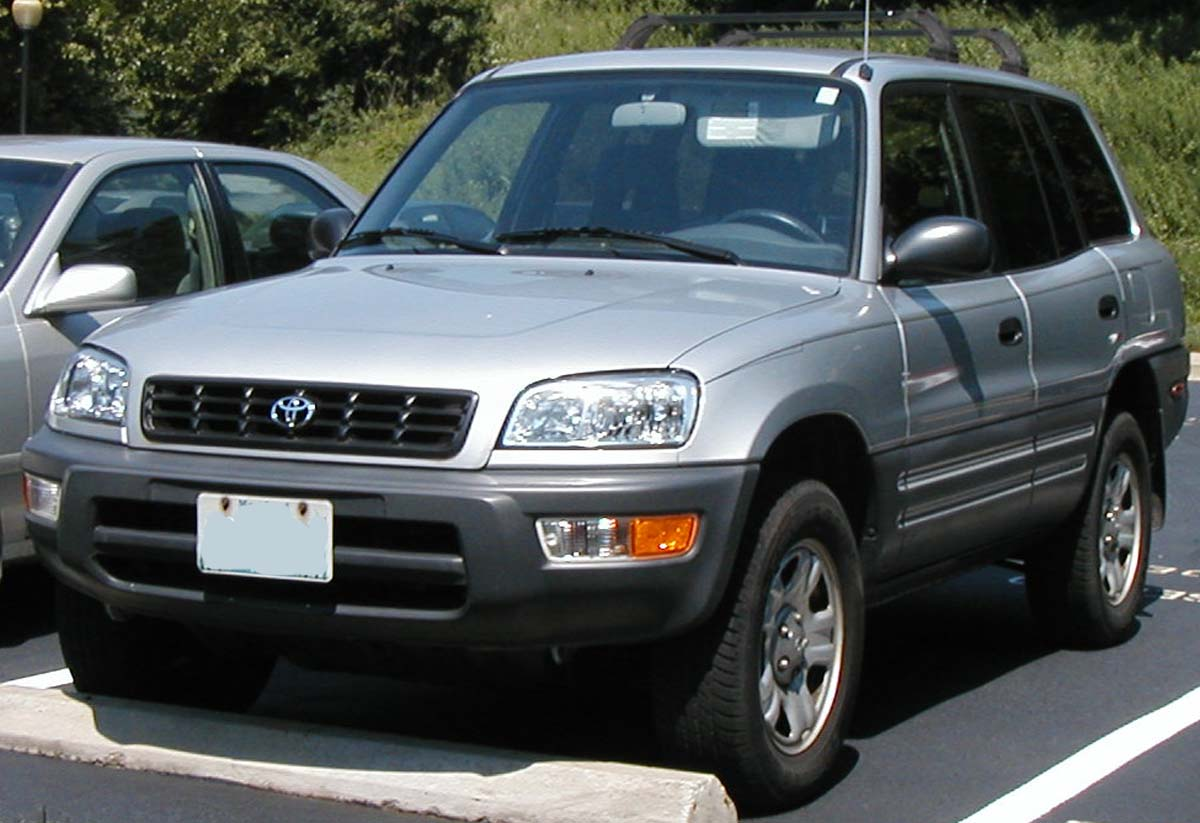
Toyota RAV4, cinco puertas parte frontal.
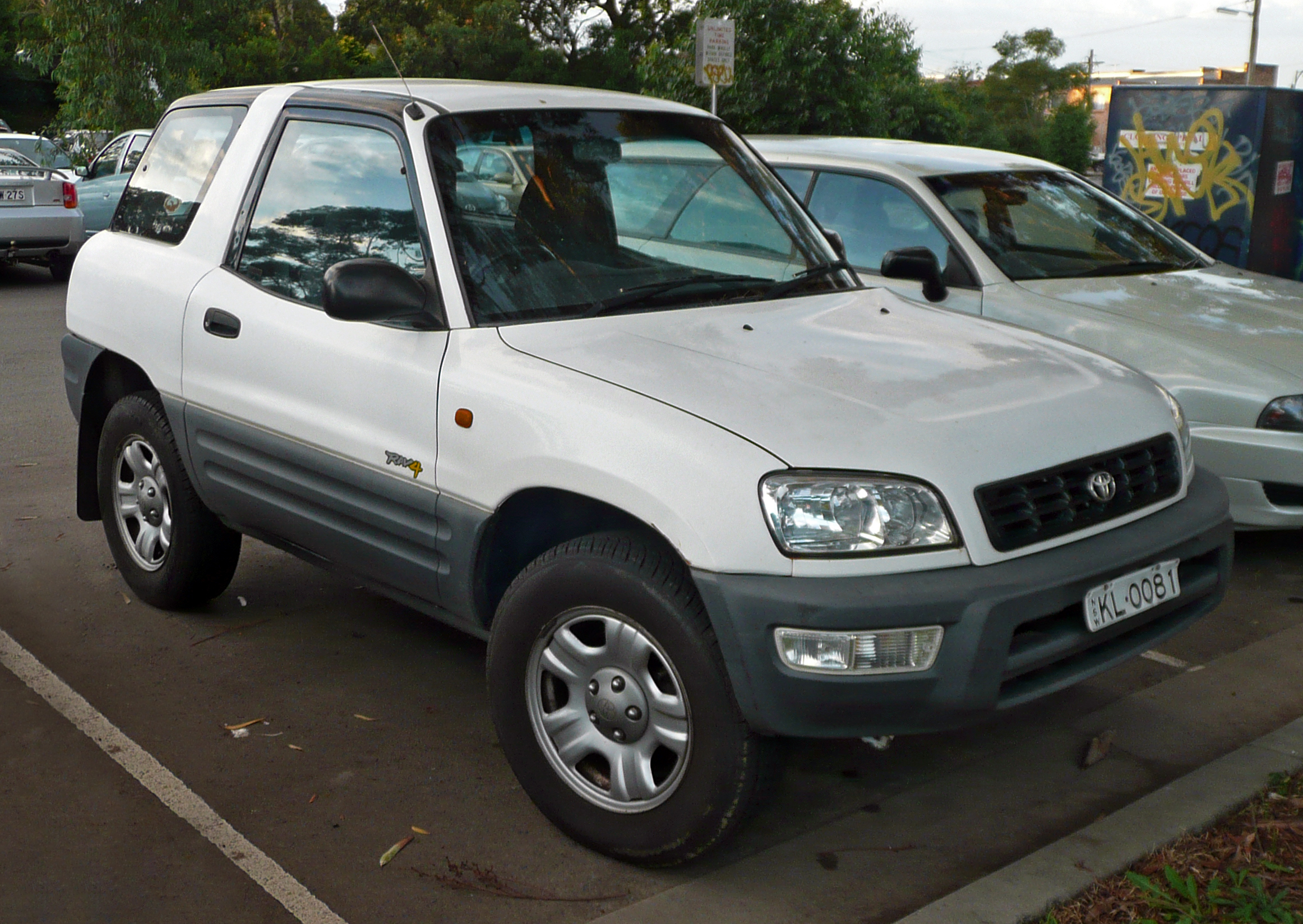
Toyota RAV4, dos puertas.
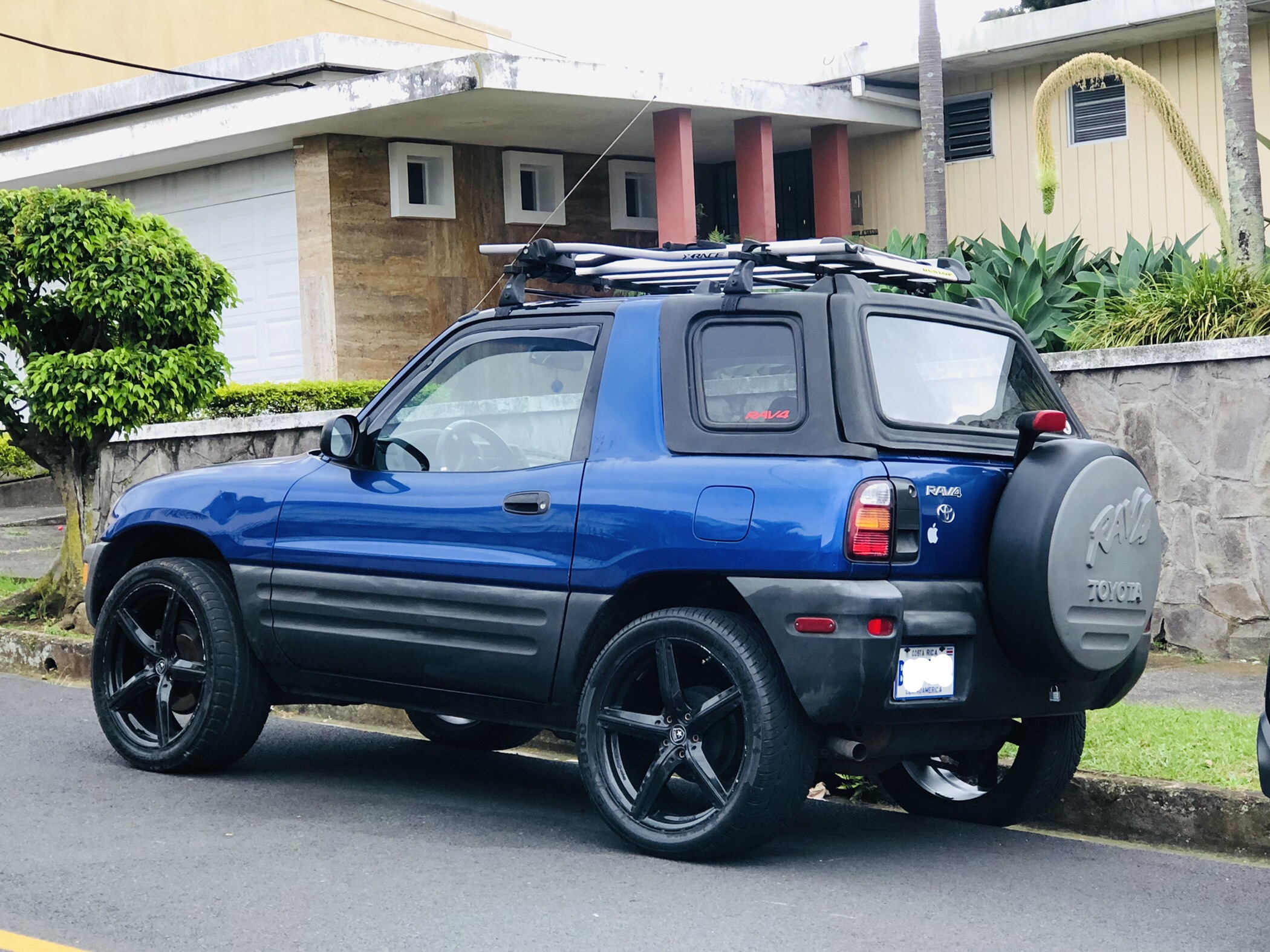
Toyota RAV4, tres puertas 1998, versión cabriolet con hardtop modificado en Costa Rica Alberto Guillen

## Segunda generación (2000-2006)

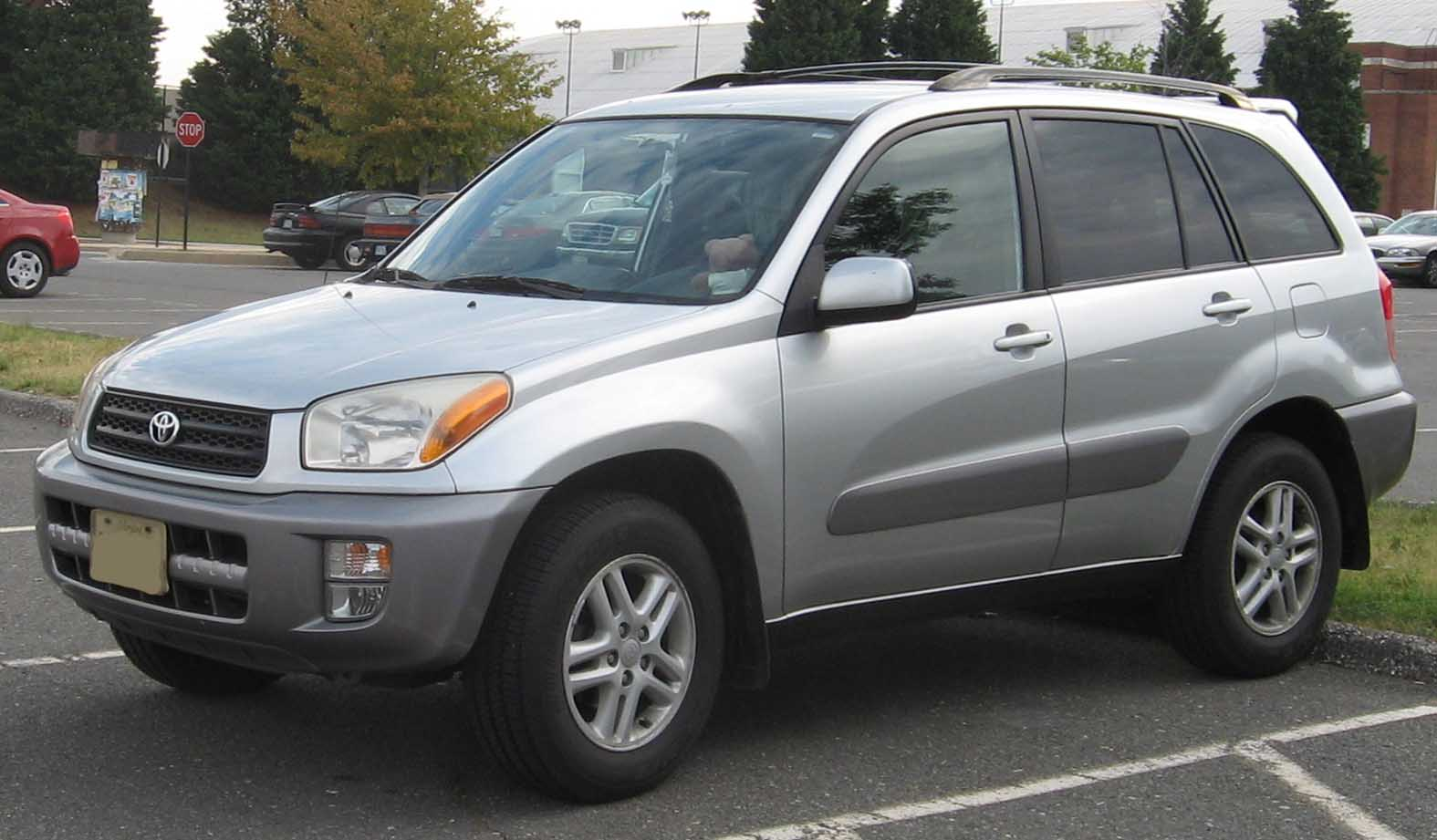
Toyota RAV4 de 2000-2003

La segunda generación del RAV4 se empezó a comercializar en España en agosto de 2000, fue un tres y cinco puertas. 
Se produjo con tres motorizaciones a gasolina de cuatro cilindros; y una Diésel de 2.0 L con 116 CV (85 kilovatios) denominada D4D. En gasolina, eran: uno de 2.0 litros con una potencia máxima de 150 CV (110 kilovatios) con un par motor máximo de 192 N·m (142 pies·libra fuerza) a 4000 rpm. Este es de la serie AZ (1AZ-FE) fabricado en aluminio, que incorpora inyección electrónica multipunto, 16 válvulas, doble árbol de levas y tecnología de distribución variable VVT-i. Su velocidad máxima es de 175 km/h (109 millas por hora) y su aceleración de 0 a 100 km/h (62 millas por hora) es de 10,6 segundos. Los otros motores eran: un 1.8 L y un 2.4 L. En algunos mercados se ofreció un motor a gasolina de 1.8 L.
En 2004, se realizó un rediseño y apareció un nuevo motor de combustión interna de aspiración natural: 163 CV, volumen de 2,4 litros. Modelo de motor	2AZ-FE.
El RAV4 existió con transmisión manual de cinco relaciones y automática de cuatro marchas. La versión con tracción a las cuatro ruedas fue la más vendida. [cita requerida]
El equipamiento de seguridad incluía doble airbag, Antilock Brake System, reparto electrónico de frenada, frenos de disco delanteros y opcional freno de disco trasero. En la prueba de seguridad de Nasva, el RAV4 recibió cinco de seis estrellas en protección a los ocupantes adultos.
Su sistema de tracción es 4x4 permanente, repartiendo el par un 50% a cada eje.

## Tercera generación (2006-2012)

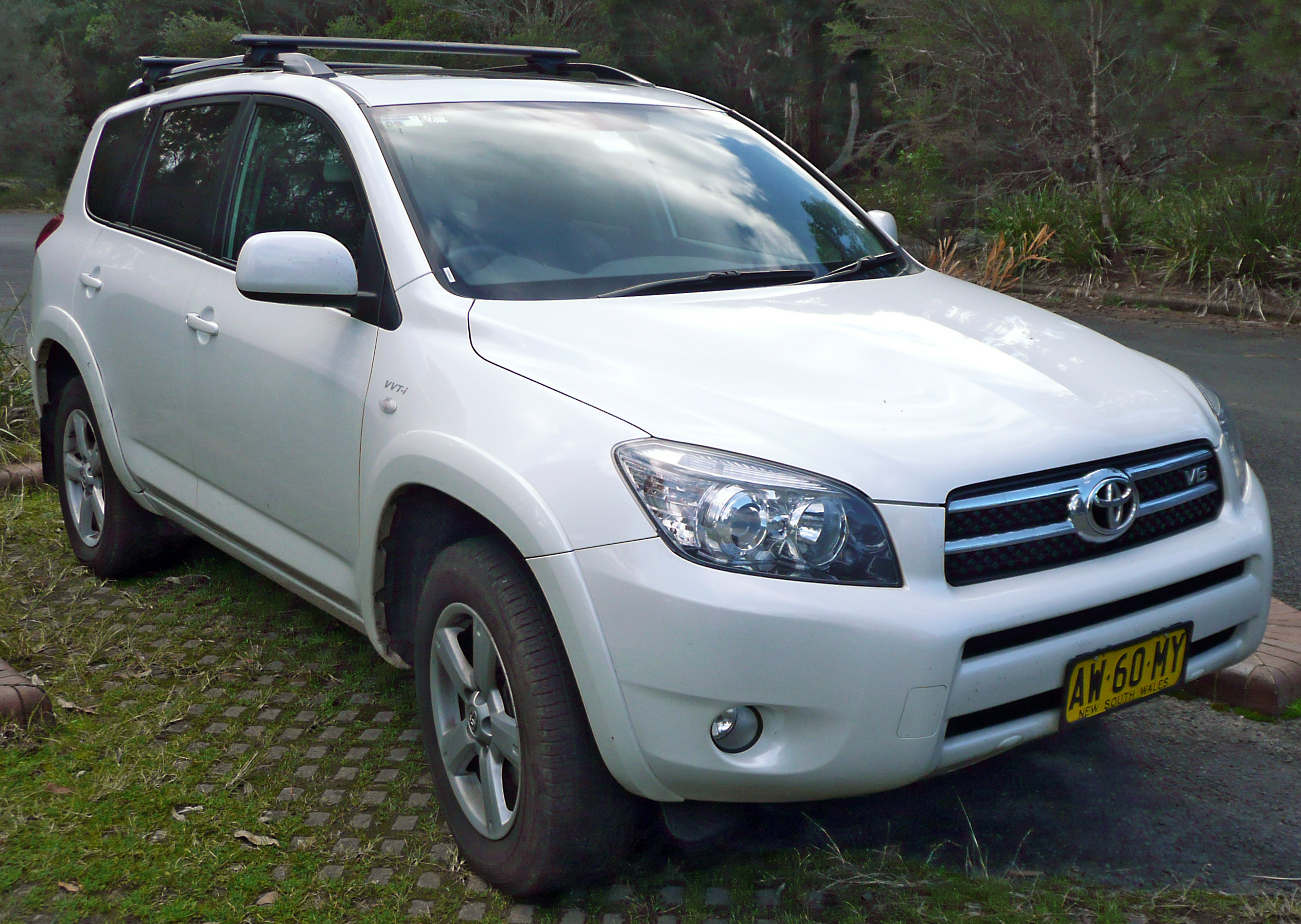
Toyota RAV4 SX6 Wagon de 2008

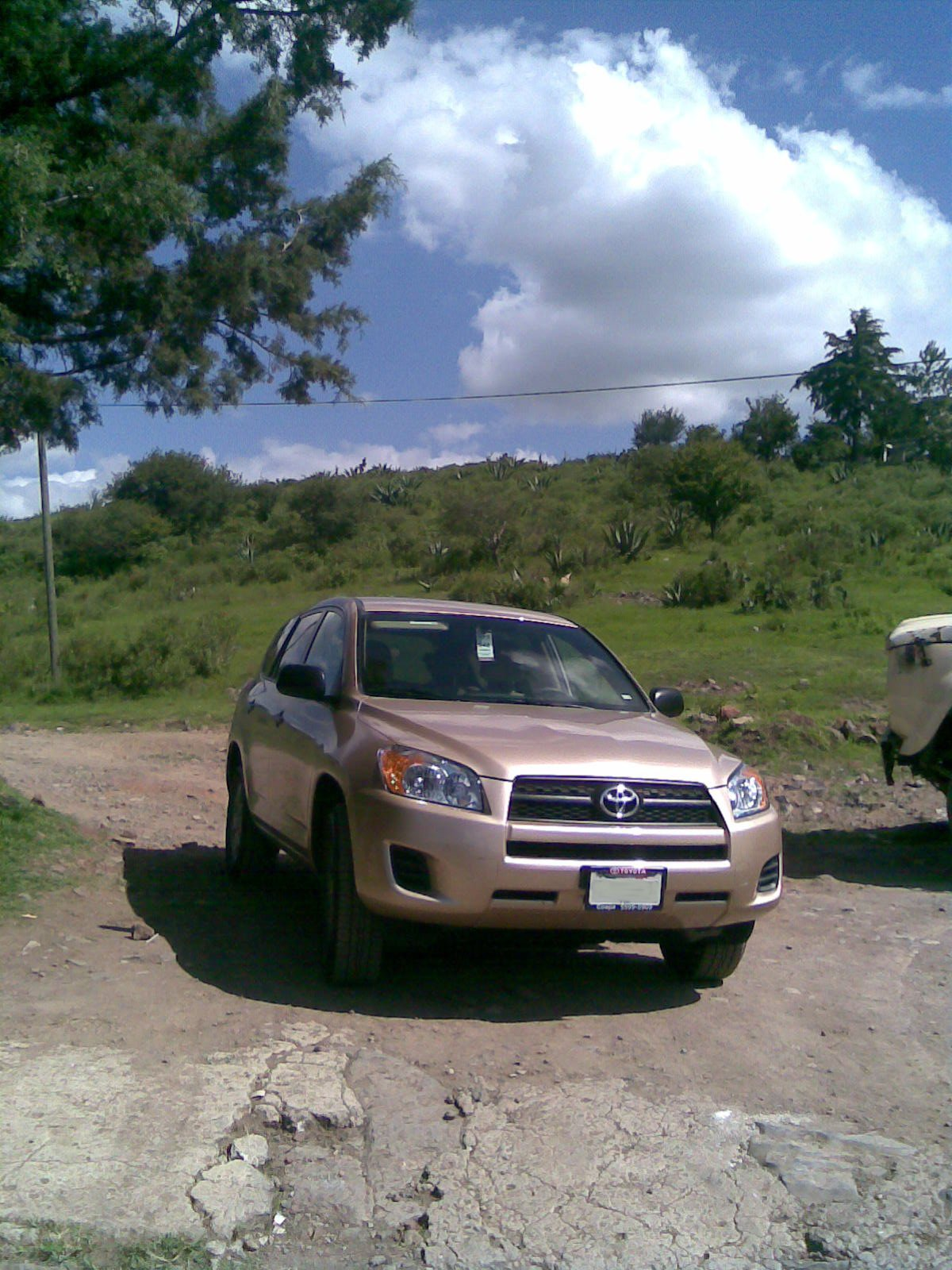
Toyota RAV4 de 2009

La tercera generación del RAV4, de construcción monocasco, es bastante más grande que su predecesor, en especial en su longitud el que es aprovechado en su zona de carga. Se elimina la versión dos puertas. Además en muchos mercados se reemplazó el motor de 2.0 L de cilindrada por uno de 2.4 L, es decir, un 20% más, pero con sólo un 10% más de potencia y se introducen nuevos motores diésel. La dirección es electrónica. Para el mercado de Europa se ofrece una versión con mayores niveles de seguridad activa y confort.
Además de que ofrece una versión Sport, que es un motor de 6 cilindros de 3.5 L que produce 263 CV (193 kilovatios) y 386 N·m (285 pies·libra fuerza) de par máximo.
En esta tercera generación ya son 5 plazas y de 7 con su tercera fila de asiento.
Existe una versión eléctrica de la tercera generación, conocida como Toyota RAV4 EV. El modelo se fabricó en colaboración con Tesla Inc. y Panasonic entre 2012 y 2014.
No incorporaba reductora; su diferencial central autoblocante transmite la potencia del motor en condiciones normales únicamente a las ruedas delanteras. En terreno resbaladizo, el sistema acopla el eje trasero al motor para accionar la tracción en las cuatro ruedas. Una versión con tracción delantera se ofreció en varios mercados.

### Motorizaciones
En Japón y Estados Unidos, la RAV4 existe con dos motores de gasolina: un seis cilindros de 3.5 L de cilindrada; y un cuatro cilindros de 2.4 L, con una potencia máxima de 165 CV (121 kilovatios) y un par máximo de 224 N·m (165 pies·libra fuerza) a las 4000 rpm. Este es de la serie AZ (2AZ-FE) fabricado en aluminio, inyección electrónica multipunto, 16 válvulas, doble árbol de levas (DOHC) y tecnología VVT-i.
En Europa existe con tres motorizaciones de cuatro cilindros, un gasolina de 2.0 L con 158 CV (116 kilovatios); y un diésel con 150 CV (110 kilovatios).
EL RAV4 se vende con transmisiones manual de seis marchas y/o automática de 6 marchas para los cuatro cilindros diésel, una de variador continuo con modo secuencial de 4 relaciones para el 2.0 L de gasolina; y una automática de cinco para el V6. En Europa la transmisión manual es de 6 marchas en diésel y gasolina.
La versión con tracción a las cuatro ruedas está basada en un sistema electrónico de discos múltiples (Haldex), el cual puede ser bloqueado manualmente mediante electrónica, lo que en la  práctica significa que en condiciones normales este RAV4 funciona prácticamente en tracción delantera y en caso de necesidad envía automáticamente más tracción a los dos ejes, sin embargo en caso de problemas mayores el bloqueo de diferencial puede ayudar a sortear obstáculos un poco más complejos. Fiel a su diseño urbano, tampoco incluye reductora. Una versión 4x2 (tracción delantera) se ofrece en varios mercados desde el 2009.
El equipamiento de seguridad incluía cuatro bolsas de aire, Antilock Brake System reparto electrónico de frenada y control de tracción. El Electronic Stability Program ESP es estándar en todas las variantes menos en el 2.4 L. Los RAV4 vendidos en Europa incorporan bolsas de aire de serie de cortina, de rodilla, hasta un total de 9. En la prueba de seguridad de Nasva, el RAV4 recibió seis de seis estrellas en protección a los ocupantes adultos; y cuatro de cinco estrellas en la de EuroNCAP.

## Cuarta generación (2013-2018)

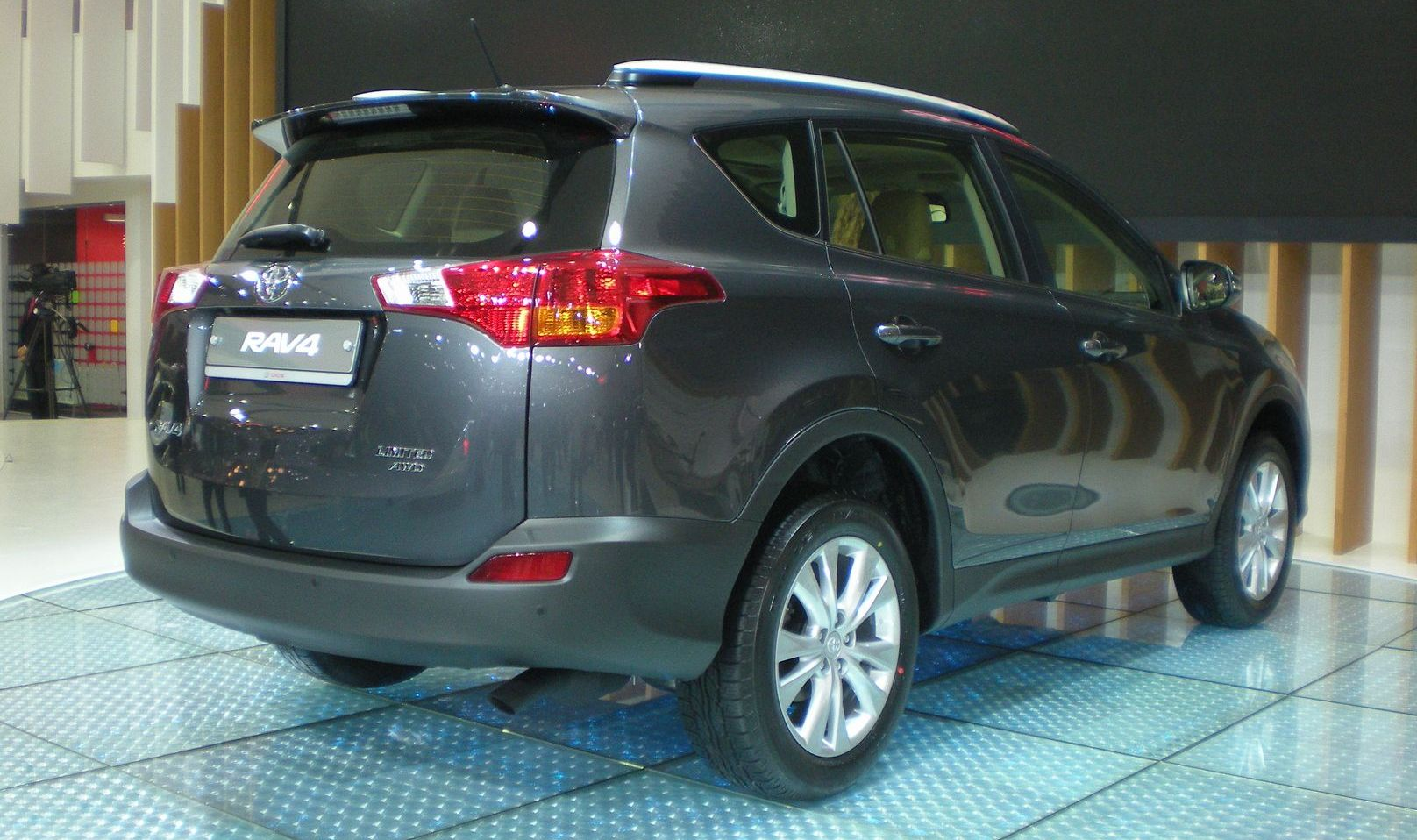
Toyota RAV4, lado posterior.

Se estrenó a nivel mundial en el mes de diciembre de 2013. La principal modificación es el cambio de la rueda de repuesto de la tapa del maletero al piso del este. Incluye una caja de cambios CVT de 6 velocidades acoplada a un motor 2.5 L, 4 cilindros, DOHC 16 válvulas, VVT-i Dual, ETCS-i, ACIS y SEFI, que desarrolla 176 CV (129 kilovatios) @ 6200 rpm y 235 N·m (173 pies·libra fuerza) @ 4100 rpm de par máximo. Además, cuenta con modo Sport y modo Eco según las necesidades de potencia o ahorro de combustible.
Si bien obtuvo cinco (5) estrellas en las pruebas de choque de EuroENCAP, el IIHS le asignó una calificación de "Pobre" en la prueba de choque frontal por el lado del pasajero, debido a la deformación de la cabina. En la actualidad muchos compradores se han quejado de los acabados interiores que se rayan muy fácilmente y en los modelos con pantalla se quejan que en determinadas circunstancias la pantalla refleja la luz del sol, lo cual puede provocar un accidente.

### Estiramiento facial 2015
En 2015, para el año modelo 2016, Toyota lanzó un lavado de cara para la serie XA40. El lavado de cara debutó con el RAV4 Hybrid mostrado en el Salón Internacional del Automóvil de Nueva York de abril de 2015. El lavado de cara incluyó luces delanteras y traseras led rediseñadas y diales de velocímetro actualizados con pantalla de información múltiple TFT a todo color.

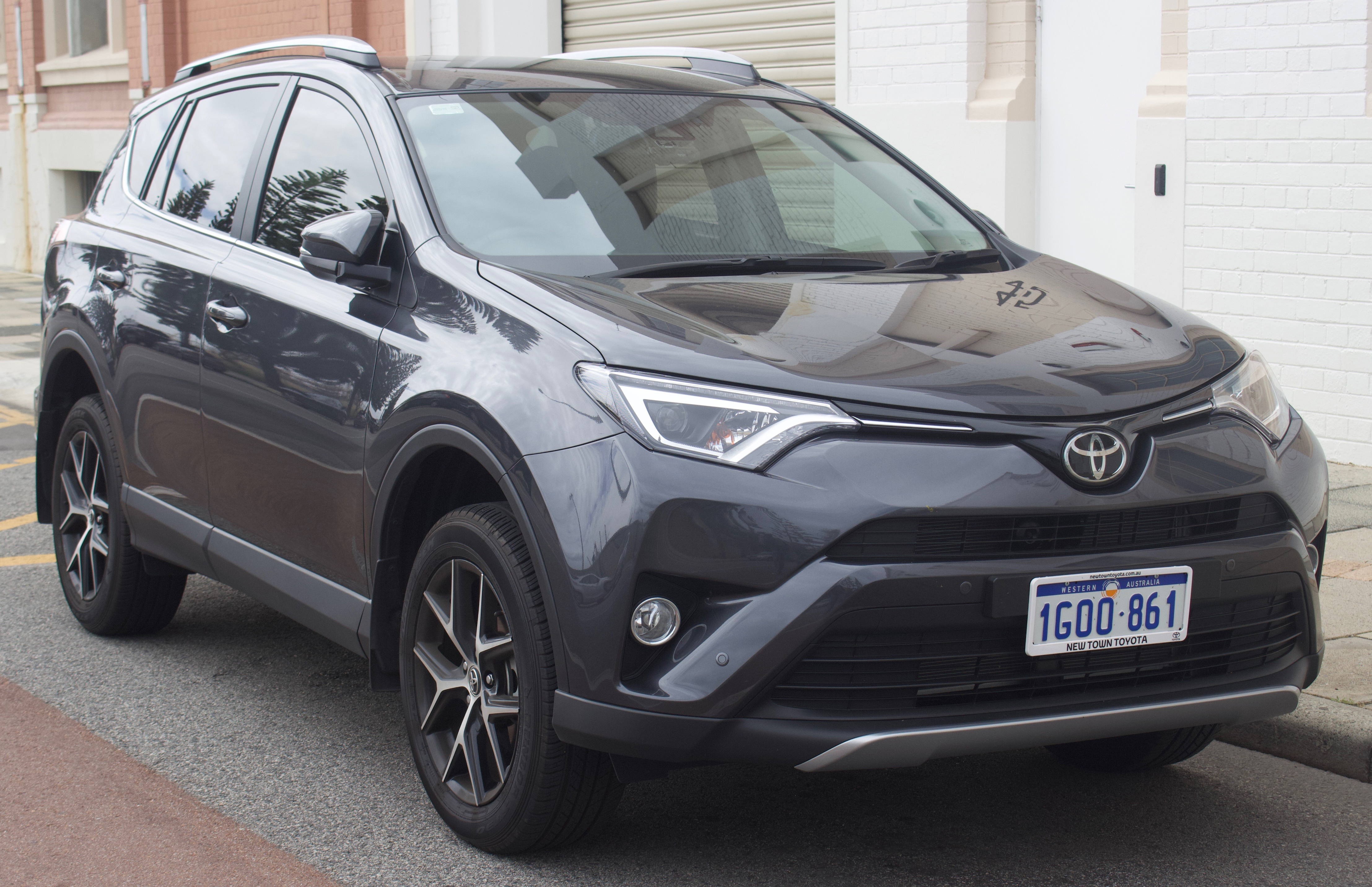
Lavado de cara, Frontal
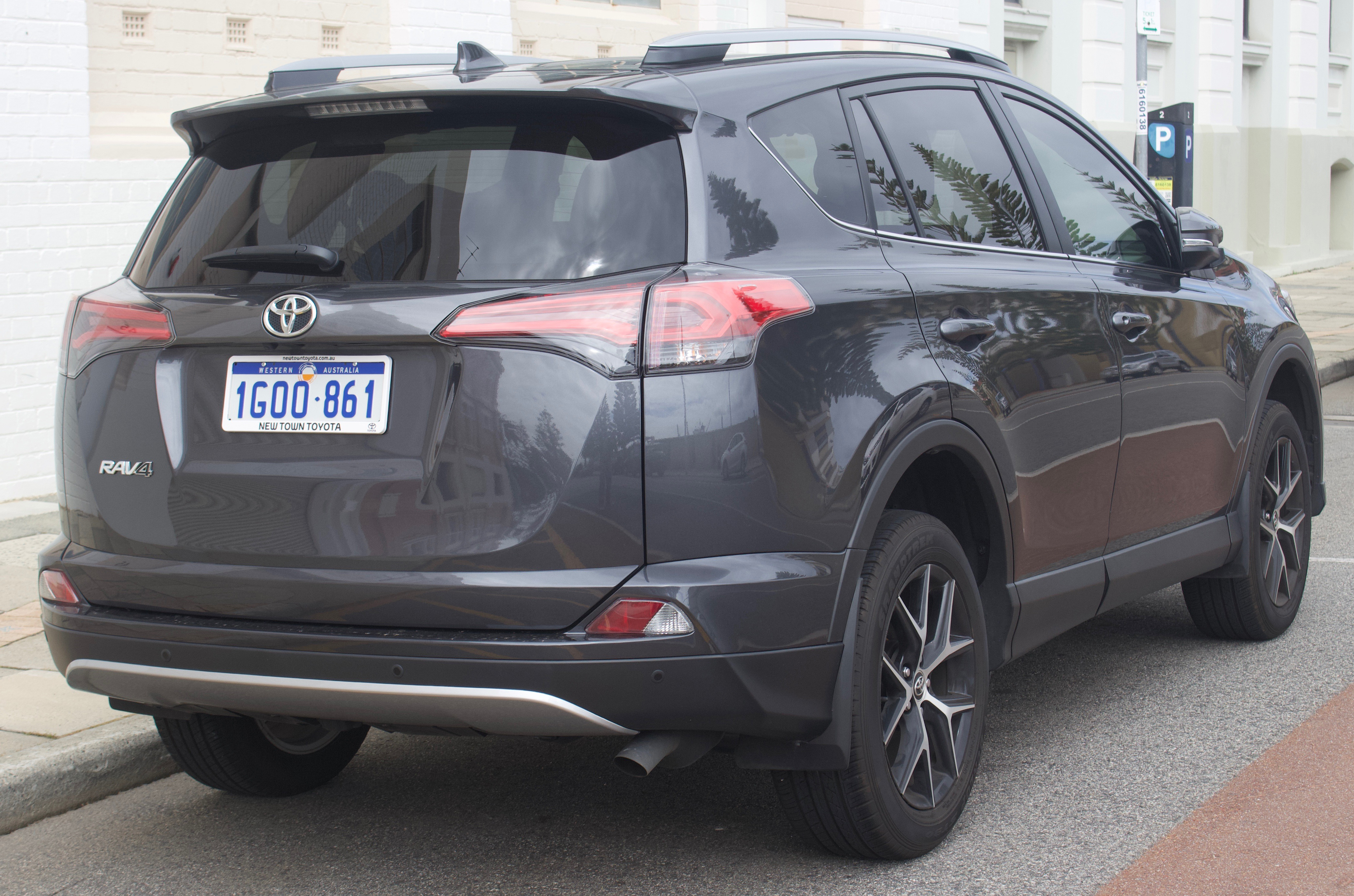
Lavado de cara, Trasero
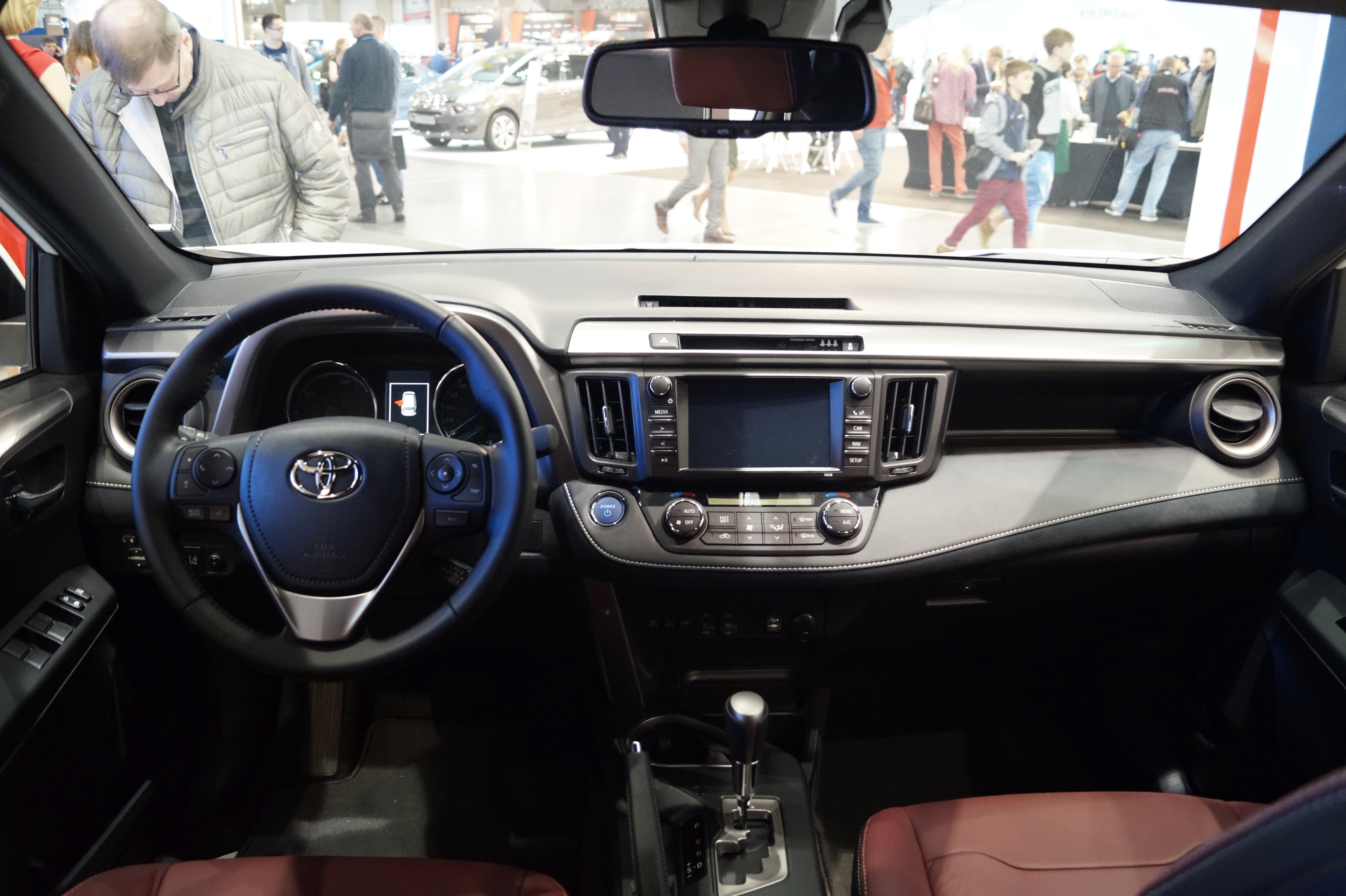
Interior

Motores a Gasolina
| Modelo             | Año       | Cilindrada | Propulsión               | Potencia                        | Torque                         | 0-100 km/h |
| ------------------ | --------- | ---------- | ------------------------ | ------------------------------- | ------------------------------ | ---------- |
| 2.0 FWD            | 2012-2018 | 1,987 cc   | Gasolina                 | 111 kilovatios (149 HP; 151 CV) | 195 newtons·metro (144 lb·pie) | 9.9s       |
| 2.0 Multidrive AWD | 2012-2018 | 1,987 cc   | Gasolina                 | 111 kilovatios (149 HP; 151 CV) | 195 newtons·metro (144 lb·pie) | 10.7s      |
| 2.5 AWD            | 2012-2018 | 2,494 cc   | Gasolina                 | 131 kilovatios (176 HP; 178 CV) | 233 newtons·metro (172 lb·pie) | 8.6s       |
| 2.5 Híbrido AWD    | 2015-2018 | 2,494 cc   | Gasolina/Motor Eléctrico | 145 kilovatios (194 HP; 197 CV) | 279 newtons·metro (206 lb·pie) | 8.1s       |

Motores Diésel
| Modelo             | Año       | Cilindrada | Propulsión | Potencia                        | Torque                         | 0-100 km/h |
| ------------------ | --------- | ---------- | ---------- | ------------------------------- | ------------------------------ | ---------- |
| 120D               | 2012–2018 | 1,998 cc   | Diésel     | 91 kilovatios (122 HP; 124 CV)  | 310 newtons·metro (229 lb·pie) | 10.5s      |
| 120D AWD           | 2013–2018 | 1,998 cc   | Diésel     | 91 kilovatios (122 HP; 124 CV)  | 310 newtons·metro (229 lb·pie) | 13.6s      |
| 150D AWD           | 2012–2018 | 2,331 cc   | Diésel     | 110 kilovatios (148 HP; 150 CV) | 340 newtons·metro (251 lb·pie) | 9.6s       |
| 150D Autodrive AWD | 2012–2018 | 2,331 cc   | Diésel     | 110 kilovatios (148 HP; 150 CV) | 340 newtons·metro (251 lb·pie) | 9.0s       |

### Seguridad

Toyota Rav4 crash test

En las evaluaciones del Instituto de Seguros para la Seguridad en las Carreteras (IIHS), el RAV4 del año modelo 2013 y 2014 logró una calificación de resistencia a choques "buena" para reposacabezas y asientos, resistencia del techo, lateral y superposición moderada delantera, al tiempo que logró una calificación "pobre" en la prueba frontal de superposición pequeña del IIHS. Se realizaron modificaciones a partir del año modelo 2015 que aumentaron la calificación frontal de superposición pequeña a "buena". 
La pequeña prueba de superposición, introducida en 2012 por el IIHS, simula una colisión frontal en el 25 por ciento del lado del conductor. Desde su adopción, el IIHS ha notado que varios fabricantes de automóviles realizan modificaciones no simétricas en sus vehículos, incluido el RAV4. Otra pequeña prueba de superposición se realizó en varios vehículos, incluido un RAV4 2015, pero se realizó en el lado del pasajero. Al RAV4 le fue peor y habría recibido una calificación "pobre" si el IIHS proporcionara calificaciones para la protección del lado del pasajero. La intrusión de la prueba de choque fue de 330 mm (13 in) más en el vehículo en el lado del pasajero que en el lado del conductor y causó que la puerta del pasajero se abriera durante el choque.

## Quinta generación (2019-presente)
La quinta generación del RAV4 fue presentada en el Salón Internacional del Automóvil de Nueva York en 2018. El diseño fue presentado por el concepto FT-AC mostrado en el Salón del Automóvil de Los Ángeles de diciembre de 2017. Está construido sobre la plataforma GA-K, que también se comparte con Camry de octava generación, Avalon de quinta generación y Lexus ES de séptima generación. Tanto las variantes de gasolina de 4 cilindros como las híbridas de gasolina y electricidad (Hybrid Synergy Drive) seguirían estando disponibles.

### Estados unidos
En el mercado norteamericano, está disponible en cinco variantes de gasolina que incluyen los modelos LE, XLE, XLE Premium, Adventure y Limited y cuatro variantes híbridas que incluyen los modelos LE, XLE, XSE y Limited. Tanto los grados Adventure como los limited tienen tracción total por vectorización de par con desconexión de tracción trasera. El motor es un 2.5 litros en línea-4 emparejado con un Direct Shift Automatic de 8 velocidades que aumenta la potencia hasta en un 15% en las variantes de gasolina. Tiene Multi Terrain Select que proporciona a los operadores la capacidad de maximizar la tracción cuando se conduce sobre arena, barro, roca o tierra. Una pantalla multitáctil de 7 pulgadas está disponible de serie con Entune 3.0, Apple CarPlay y Amazon Alexa. Una pantalla más grande con JBL Audio y un punto de acceso Wi-Fi es opcional en algunos niveles de acabado. Tiene carga inalámbrica QI con hasta 5 puertos USB. Como la mayoría de los modelos concurrentes de Toyota, tiene Toyota Safety Sense 2.0. El RAV4 salió a la venta en los Estados Unidos en diciembre de 2018, mientras que el RAV4 Hybrid salió a la venta en marzo de 2019.

### Irlanda
Irlanda fue el primer mercado en lanzar la versión híbrida de la quinta generación del RAV4 con entrega a finales de diciembre de 2018. En el Reino Unido, la quinta generación del RAV4 está disponible exclusivamente en su versión híbrida, ya sea de tracción delantera o con tracción total. Está disponible en cuatro grados: Icono, Diseño, Excel y Dinámico.

### Singapur
La quinta generación del RAV4 también se lanzó en Singapur el 10 de enero de 2019 en el Salón del Automóvil de Singapur y en Filipinas el 8 de febrero de 2019.

### Sudáfrica
La quinta generación del RAV4 está disponible en Sudáfrica desde marzo de 2019 en cinco variantes: 2.0 GX 2WD, 2.0 GX CVT 2WD, 2.0 GX-R CVT AWD, 2.5 VX CVT 2WD y 2.5 VX AT AWD. El acabado 2.0 GX 2WD también está disponible con transmisión manual de 6 velocidades.

### Japón
El RAV4 fue revivido para el mercado interno japonés en 2019, después de casi tres años de pausa. La quinta generación de RAV4 para el mercado japonés se reveló el 20 de febrero de 2019 y salió a la venta el 10 de abril de 2019 en Corolla Store y netz.

### Australia
La quinta generación del RAV4 salió a la venta en Australia el 8 de mayo de 2019 y está disponible en cuatro niveles de equipamiento: GX, GXL, Cruiser y Edge. Los acabados GX, GXL y Cruiser tienen dos opciones de motor: el 2.0 L de gasolina y el híbrido de 2.5 L, mientras que el acabado Edge tiene solo una opción de motor: el 2.5 L de gasolina. El acabado GX está disponible con transmisión manual de 6 velocidades o CVT, mientras que los acabados GXL y Cruiser, así como las variantes híbridas GX, GXL y Cruiser solo están disponibles con CVT. El acabado Edge está disponible con transmisión automática de 8

### China
La quinta generación del RAV4 también se lanzó en China el 22 de noviembre de 2019 en el Salón Internacional del Automóvil de Guangzhou. Es producido y vendido por FAW Toyota. Otra variante del mercado chino con diferentes fascias delanteras y traseras producidas y vendidas por GAC Toyota se llama Toyota Wildlander (chino:威兰达; pinyin: Wēilándá). 

### Malasia
En Malasia, el RAV4 fue objeto de burlas por parte de UMW Toyota Motor en su sitio web oficial el 2 de junio de 2020. La quinta generación del RAV4 se lanzó en el país el 18 de junio de 2020 y está disponible en 2 opciones de motor, el 2.0 M20A-FKS y el 2.5 A25A-FKS, ambos en un solo acabado. A partir de agosto de 2020, se eliminó la opción de motor de 2.0 litros
En septiembre de 2021, Toyota reveló el RAV4 actualizado con nuevos faros led, llantas de aleación que se pueden tener en plata o negro, puertos de carga USB-C y el mercado europeo gana la nueva variante Adventureque se ha ofrecido en otros mercados como Japón, Estados Unidos y Australia. Los híbridos enchufables todavía están disponibles con hasta 306 CV y tiene un rango de 75 km (47 millas)